# Elezione del Presidente della Camera del 2006
L'elezione del presidente della Camera del 2006 per la XV legislatura della Repubblica Italiana si è svolta tra il 28 e il 29 aprile 2006.
Il presidente della Camera uscente è Pier Ferdinando Casini. Presidente provvisorio è Fabio Mussi.
Presidente della Camera dei deputati, eletto al IV scrutinio, è Fausto Bertinotti.

## L'elezione

### Preferenze per Fausto Bertinotti
| Scrutinio | Voti | Percentuale |
| --------- | ---- | ----------- |
| I         | 305  | 51,4%       |
| II        | 302  | 51,8%       |
| III       | 295  | 52,6%       |
| IV        | 337  | 55,3%       |

## 28 aprile 2006

### I scrutinio
Per la nomina è richiesta una maggioranza pari a due terzi dei deputati.
| Dati votazione | Dati votazione      |   | Nome                   | Nome | Voti |
| -------------- | ------------------- | - | ---------------------- | ---- | ---- |
| Presenti       | 594                 |   | Fausto Bertinotti      | 305  |      |
| Votanti        | 594                 |   | Massimo D'Alema        | 13   |      |
| Astenuti       | 0                   |   | Giuseppe Cossiga       | 12   |      |
| Maggioranza    | 420                 |   | Gerardo Bianco         | 7    |      |
|                |                     |   | Pier Ferdinando Casini | 4    |      |
|                | Mara Carfagna       | 2 |                        |      |      |
|                | Vladimir Luxuria    | 2 |                        |      |      |
|                | Giancarlo Giorgetti | 2 |                        |      |      |
|                | Voti dispersi       | 9 |                        |      |      |
| Schede bianche | 220                 |   |                        |      |      |
| Schede nulle   | 18                  |   |                        |      |      |

Poiché nessun candidato raggiunge il quorum richiesto, si procede al II scrutinio.

### II scrutinio
Per la nomina è richiesta una maggioranza pari a due terzi dei votanti.
| Dati votazione | Dati votazione    |    | Nome              | Nome | Voti |
| -------------- | ----------------- | -- | ----------------- | ---- | ---- |
| Presenti       | 583               |    | Fausto Bertinotti | 302  |      |
| Votanti        | 583               |    | Massimo D'Alema   | 51   |      |
| Astenuti       | 0                 |    | Giuseppe Cossiga  | 5    |      |
| Maggioranza    | 389               |    | Gerardo Bianco    | 5    |      |
|                |                   |    | Giovanni Marras   | 4    |      |
|                | Daniela Santanchè | 3  |                   |      |      |
|                | Roberto Cota      | 2  |                   |      |      |
|                | Vladimir Luxuria  | 2  |                   |      |      |
|                | Voti dispersi     | 15 |                   |      |      |
| Schede bianche | 180               |    |                   |      |      |
| Schede nulle   | 14                |    |                   |      |      |

Poiché nessun candidato raggiunge il quorum richiesto, si procede al III scrutinio.

### III scrutinio
Per la nomina è richiesta una maggioranza pari a due terzi dei votanti.
| Dati votazione | Dati votazione          |   | Nome                 | Nome | Voti |
| -------------- | ----------------------- | - | -------------------- | ---- | ---- |
| Presenti       | 561                     |   | Fausto Bertinotti    | 295  |      |
| Votanti        | 561                     |   | Massimo D'Alema      | 70   |      |
| Astenuti       | 0                       |   | Gerardo Bianco       | 4    |      |
| Maggioranza    | 374                     |   | Roberto Cota         | 3    |      |
|                |                         |   | Giuseppe Maria Reina | 3    |      |
|                | Pier Ferdinando Casini  | 2 |                      |      |      |
|                | Giuseppe Cossiga        | 2 |                      |      |      |
|                | Vladimir Luxuria        | 2 |                      |      |      |
|                | Alfonso Pecoraro Scanio | 2 |                      |      |      |
|                | Voti dispersi           | 8 |                      |      |      |
| Schede bianche | 159                     |   |                      |      |      |
| Schede nulle   | 11                      |   |                      |      |      |

Poiché nessun candidato raggiunge il quorum richiesto, si procede al IV scrutinio.

## 29 aprile 2006

### IV scrutinio
Per la nomina è richiesta la maggioranza assoluta dei votanti.
| Dati votazione | Dati votazione     |    | Nome              | Nome | Voti |
| -------------- | ------------------ | -- | ----------------- | ---- | ---- |
| Presenti       | 609                |    | Fausto Bertinotti | 337  |      |
| Votanti        | 609                |    | Massimo D'Alema   | 100  |      |
| Astenuti       | 0                  |    | Gerardo Bianco    | 3    |      |
| Maggioranza    | 305                |    | Silvio Berlusconi | 2    |      |
|                |                    |    | Giuseppe Cossiga  | 2    |      |
|                | Roberto Cota       | 2  |                   |      |      |
|                | Elisabetta Gardini | 2  |                   |      |      |
|                | Voti dispersi      | 11 |                   |      |      |
| Schede bianche | 144                |    |                   |      |      |
| Schede nulle   | 6                  |    |                   |      |      |

Risulta eletto: Fausto Bertinotti (PRC)